# Мехдийе
Мехдийе (перс. مهديه‎) — небольшой город на юго-западе Ирана, в провинции Чехармехаль и Бахтиария. Входит в состав шахрестана Шехре-Корд и является пригородом его одноимённого центра.
На 2006 год население составляло 6 232 человека.
Альтернативные названия: Заниан-э-Паин (Zanian-e Pa’in), Заниан (Zanian), Занеян Паин (Zaneyan Pa’in).

## География
Город находится в северо-восточной части Чехармехаля и Бахтиарии, в горной местности центрального Загроса, на высоте 2 073 метров над уровнем моря.
Мехдийе расположен на расстоянии нескольких километров к северо-западу от Шехре-Корда, административного центра провинции и на расстоянии 365 километров к югу от Тегерана, столицы страны.